# Sant'Eutizio (Soriano nel Cimino)
Sant'Eutizio è una frazione del comune di Soriano nel Cimino. Dista circa 5 km dal centro cittadino.

## Storia
La frazione di S. Eutizio prende il suo nome dal martire cristiano Eutizio da Ferento (che venne decapitato durante la persecuzione di Aureliano). Al centro di tale frazione troviamo un santuario dedicato al martire e il convento dei Padri Passionisti. Questa frazione si costituisce di monumenti cristiani come il santuario e le catacombe; quest’ultime risalgono al IV secolo d.C. e si trovano accanto alla basilica dedicata al martire. Al loro interno sono presenti resti pittorici, materiali di corredo ed un sepolcro ad edicola con affreschi che raffigurano gli apostoli Pietro e Paolo. Si sono inoltre  conservate tracce di un antico insediamento rupestre, già esistente al tempo dell’evangelizzazione della contrada da parte del Santo. Questo insediamento occupava un’area molto vasta; infatti si possono trovare molte antiche grotte sparse a Nord, fino al poggio che ospita il Santuario di S. Eutizio e, a Sud, fino all’interno delle località Valle Santa, Pian di Vignale, Selva Spianata e Selva del Grosso. A Nord della moderna borgata di S. Eutizio, si concentravano decine e decine di ipogei allineati lungo i peripli di tre collinette tufacee. Inoltre in tutte le campagne circostanti alla borgata si trovano ulteriori piccoli resti di muri e di pavimenti a mosaico, frammenti di colonne, appartenuti a costruzioni romane.

## Architettura

### Santuario di Sant'Eutizio
Il santuario di Sant'Eutizio inizialmente venne custodito dai monaci Benedettini di S. Lorenzo e poi da alcuni elementi del clero locale, con il tempo però questo santuario finì in una condizione di abbandono; fino a quando, grazie alla sollecitudine del Cardinale Alessandro Albani (che scelse Soriano come luogo di villeggiatura) nacque l’idea di destinare il convento di Sant’Eutizio ai Padri Passionisti. Questa scelta effettuata dal cardinale fu motivata dalla sua grande ammirazione verso questi sacerdoti, di cui aveva sempre sentito parlare con grande piacere. Tornato a Roma, il Cardinale comunicò il suo disegno al fratello Annibale, Cardinale anch’esso di Santa Romana Chiesa e decise la fondazione, all’insaputa dello stesso Paolo. L’11 dicembre 1743, il Cardinale Valenti, scrisse al Governatore di Soriano e a Monsignore Varrò (vescovo di Orte e Civita Castellana) annunciandogli che nella chiesa di S. Eutizio vi fossero stabiliti i sacerdoti della nuova Congregazione della Passione di nostro Signore.

### Chiesa di Sant'Eutizio
La chiesa di Sant'Eutizio, adiacente al convento dei padri passionisti, si trova accanto alle catacombe; venne costruita in seguito all' editto di tolleranza del cristianesimo, emanato da Costantino nel 313. Tale luogo di culto sorge sui resti di un'antica chiesa dedicata al Martire. La struttura odierna, frutto della grande volontà della famiglia Albani, risale al 1740; nel corso del tempo però è stata soggetta a diverse modifiche. Dal 1784 l’intera struttura è sotto la custodia dei Padri Passionisti. All’interno di questo luogo di culto si trovano diversi elementi di arte sacra, statue e dipinti, conservati con la massima cura. Accanto dell’ingresso della chiesa poi sono collocati i locali del convento.